# 香港火災列表
香港火災是指在香港轄區範圍內發生，包括陸上或海上，造成嚴重人命損失、火勢劇烈、受影響範圍廣泛、傳媒大篇幅報道、引起社會矚目關注的大火。火警總數則平均每年約有一萬多宗，造成逾600人死傷，大都屬於家居發生的小型火警。除了小部份火頭涉及縱火罪行之外，香港大部份火警的起因乃是人為疏忽。由於香港氣候於秋季及冬季受東北季候風帶來的乾燥大陸氣流影響，香港濕度降低，容易釀成火災，但雷擊樹木引起的山火並不常見。

## 歷史

### 重大死傷的火災
香港在19世紀中葉開埠初期，人口只有數萬，大火在香港並不常見。不過於1851年12月28日，在上環下街市（現今蘇杭街一帶）發生一場沖天大火災，除燒死30人外，火場面積還達19萬平方呎，損壞房屋逾400間，火勢更險些蔓延至政治經濟核心區中環。當局為免影響中環一帶，駐港英軍決定採用100磅烈性炸藥炸掉上環附近的房屋，剩下的廢料用來填海，該地居民被迫移到石塘咀，而廢墟則開闢了蘇杭街。1868年政府頒佈消防條例，組織第一支正規義勇消防隊，此前的救火工作由駐港英軍及警察負責。踏入20世紀，香港開始發生傷亡慘重、引起社會矚目關注的大火，或與人口劇增、人們生活方式容易釀成火災與及消防條件不足有關，單在1901至1950年，已發生10宗造成幾十甚至過百人喪生的火災。20世紀下半葉，隨著消防條例改善及市民的防火認知水平不斷提昇，多人罹難的火警開始減少。以下是香港開埠以來造成最少10人死亡的火災，包括二戰期間唯一僅用燃燒彈空襲所造成的純火災事件。
| 排名 | 年份 | 日期     | 地區       | 火災               | 死亡人數 | 受傷人數 | 起火地點／事發時照片 | 火警等級 | 備註                                                         | 出處          |
| ---- | ---- | -------- | ---------- | ------------------ | -------- | -------- | -------------------- | -------- | ------------------------------------------------------------ | ------------- |
| 1    | 1918 | 2月26日  | 跑馬地     | 馬棚               | ＞600    | ＞400    |                      | -        | 超過600人罹難                                                | [ 4 ] [ 5 ]   |
| 2    | 1948 | 9月22日  | 石塘咀     | 永安公司倉庫       | 176      | 69       |                      | -        | 已重建為龍豐閣                                               | [ 6 ] [ 7 ]   |
| 3    | 1947 | 2月4日   | 西營盤     | 西安碼頭西安號客輪 | 132      | 40       |                      | -        | 客船已毀，碼頭已拆卸                                         | [ 8 ] [ 9 ]   |
| 4    | 1906 | 10月14日 | 上環       | 省港碼頭漢口號貨輪 | 111      | 待查     |                      | -        | 貨船已毀，碼頭已拆卸並重建為林士街多層停車場                 | [ 10 ] [ 11 ] |
| 5    | 1945 | 6月12日  | 中環       | 盟軍燃燒彈空襲中區 | 100      | 50       |                      | -        | 約100人罹難                                                  | [ 12 ] [ 13 ] |
| 6    | 1957 | 2月13日  | 旺角       | 廣東道木樓         | 59       | 10       |                      | -        | 已重建為高明商業大廈，及後易名為協成行旺角中心               | [ 14 ] [ 15 ] |
| 7    | 1939 | 12月3日  | 旺角       | 上海街木樓         | 53       | 26       |                      | -        | 已拆卸，舊址現為露天停車場                                   | [ 16 ] [ 17 ] |
| 8    | 1962 | 8月1日   | 長沙灣     | 元州街唐樓         | 44       | 21       |                      | -        | 已重建為金碧閣                                               | [ 18 ] [ 19 ] |
| 9    | 1920 | 2月3日   | 堅尼地城   | 南華公司倉庫       | 43       | 10       |                      | -        | 已重建為龍翔花園                                             | [ 20 ] [ 21 ] |
| 10   | 1934 | 5月14日  | 石塘咀     | 煤氣鼓             | 42       | 46       |                      | -        | 現為翰林峰（西環大樓遺址）及石塘咀市政大廈                   | [ 22 ] [ 23 ] |
| 11   | 1996 | 11月20日 | 油麻地     | 嘉利大廈           | 41       | 80       |                      | 5        | 已重建為佐敦薈                                               | [ 24 ] [ 25 ] |
| 12   | 1937 | 9月2日   | 西營盤     | 干諾道西住宅       | 40       | 待查     |                      | -        | 已重建為錦添工業大廈                                         | [ 26 ] [ 27 ] |
| 13   | 1971 | 10月30日 | 香港仔深灣 | 珍寶海鮮舫         | 34       | 42       |                      | 4        | 已沉没                                                       | [ 28 ] [ 29 ] |
| 14   | 1921 | 2月25日  | 何文田     | 台山電光炮廠       | 32       | 56       |                      | -        | 爆炸位置前身為「油麻地痘局」，現為培正道、常盛街及佛光街交界 | [ 31 ] [ 32 ] |
| 15   | 1851 | 12月28日 | 西營盤     | 華人木屋區         | 30       | 待查     |                      | -        | 已拆卸                                                       | [ 33 ] [ 34 ] |
| 16   | 1961 | 5月15日  | 深水埗     | 荔枝角道唐樓貨倉   | 29       | 45       |                      | -        | 已重建為新式唐樓                                             | [ 35 ] [ 36 ] |
| 17   | 1992 | 2月3日   | 石崗       | 船民中心           | 24       | 126      |                      | 待查     | 已拆卸                                                       | [ 37 ] [ 38 ] |
| 18   | 1968 | 2月12日  | 長沙灣     | 順寧道唐樓         | 19       | 7        |                      | 待查     | 已重建為秀怡閣                                               | [ 39 ] [ 40 ] |
| 19   | 1997 | 1月25日  | 尖沙咀     | 寶勒巷新一代卡拉OK | 17       | 13       |                      | 3        | 已結業                                                       | [ 41 ] [ 42 ] |
| 20   | 1931 | 6月9日   | 中環       | 黃秋記紙紮店       | 16       | 1        |                      | -        | 已重建為金禧大廈                                             | [ 43 ] [ 44 ] |
| 21   | 1986 | 10月8日  | 葵涌       | 榮來工業大廈       | 14       | 10       |                      | 3        |                                                              | [ 45 ] [ 46 ] |
| 21   | 1954 | 7月14日  | 大埔       | 錦山村             | 14       | 8        |                      | -        |                                                              | [ 47 ] [ 48 ] |
| 22   | 1940 | 5月31日  | 銅鑼灣     | 波斯富街唐樓       | 13       | 17       |                      | -        | 已重建為銅鑼灣廣場一期                                       | [ 49 ] [ 50 ] |
| 23   | 1972 | 5月11日  | 石塘咀     | 山道木樓           | 12       | 16       |                      | 4        | 已重建為南昌大廈                                             | [ 51 ] [ 52 ] |
| 23   | 1969 | 7月20日  | 九龍灣     | 東星號貨輪         | 12       | 13       |                      | 待查     | 船隻已拆卸                                                   | [ 53 ] [ 54 ] |
| 23   | 1938 | 11月17日 | 油麻地     | 上海街木樓         | 12       | 10餘     |                      | -        | 已重建                                                       | [ 55 ]        |
| 23   | 1994 | 1月10日  | 石硤尾邨   | 第一座匯豐銀行分行 | 12       | 1        |                      | 1        | 現為石硤尾邨美映樓前面的公園                                 | [ 56 ] [ 57 ] |
| 23   | 1950 | 5月19日  | 元朗       | 天德雜貨店         | 12       | 0        |                      | -        | 已重建為慶年大樓                                             | [ 58 ] [ 59 ] |
| 24   | 1981 | 1月20日  | 鰂魚涌     | 昌利工廠大廈       | 11       | 19       |                      | 3        |                                                              | [ 60 ] [ 61 ] |
| 24   | 1946 | 11月6日  | 深水埗     | 元州街唐樓         | 11       | 3        |                      | -        | 已重建為置安閣                                               | [ 62 ] [ 63 ] |
| 24   | 1971 | 1月12日  | 上環       | 干諾道中木樓       | 11       | 1        |                      | 4        | 已重建為三台大廈                                             | [ 64 ] [ 65 ] |
| 25   | 1929 | 3月11日  | 中環       | 英皇酒店           | 10       | 5        |                      | -        | 已重建為歷山大廈                                             | [ 66 ] [ 67 ] |

### 火勢猛烈的大火
除造成多人殞命的火災較易警惕大眾外，消防處在1964年2月1日仿傚美國開始實行火警分級制度，以顯示火勢規模及所需的救援程度。火警一般分為一至五級，當中一至三級每年均會發生。第一及二級較輕微，亦是大多數火警接報後最先給予的評級，三級或以上通常被媒體稱為大火。當火勢進一步升為五級時，電視台會以特別新聞報道形式隨時跟進。至於最高的災難級火警則極為罕見，至今只有一宗。1960年代中至70年代初，香港經常發生五級大火，每年平均有數次，其中以1971年最嚴重，創下一年內達7宗的最高記錄，72年亦有5次，70年代後期稍為減至每3年二或三宗。此段時期正值香港工業興起，大火通常在防火設備不足，儲存過多易燃品之工廠大廈發生。70年代末期，大量新移民從中國大陸湧入，在山邊搭建大量木屋。木屋區成為另一重災來源。80年代再度陷入火災高發期，1981年的五級火警中，過半數發生在木屋區。進入90年代，隨著木屋區清拆、工業北移；五級火宗數較六、七十年代顯著下降，惟1996年的嘉利大廈大火則創下自火警分級制設立後最多人喪生的五級火。踏入21世紀，政府進行大量防火宣傳教育、巡查和執行大廈消防條例以及大眾普遍具有基本防火與逃生意識，使整個2000年代僅發生一宗五級大火，而2010年代更是首個沒有五級火的年代。以下是自從1964年有記錄至今在香港發生的五級大火。
| 次序 | 年份 | 日期     | 地區                         | 五級火                   | 起火地點／事發時照片 | 死亡人數 | 受傷人數 | 備註                                                                       | 出處            |
| ---- | ---- | -------- | ---------------------------- | ------------------------ | -------------------- | -------- | -------- | -------------------------------------------------------------------------- | --------------- |
| 45   | 2008 | 8月10日  | 旺角                         | 嘉禾大廈                 |                      | 4        | 55       |                                                                            | [ 70 ] [ 71 ]   |
| 44   | 1996 | 11月20日 | 油麻地                       | 嘉利大廈                 |                      | 41       | 80       | 已重建為佐敦薈                                                             | [ 72 ] [ 73 ]   |
| 43   | 1991 | 11月16日 | 清水灣                       | 電視城道具倉             |                      | 0        | 1        | 已停用                                                                     | [ 74 ] [ 75 ]   |
| 42   | 1990 | 8月23日  | 荃灣                         | 屈臣氏工業大廈           |                      | 0        | 5        | 已更名為和富大廈                                                           | [ 76 ] [ 77 ]   |
| 41   | 1986 | 7月16日  | 油塘                         | 萬年工業大廈             |                      | 0        | 17       |                                                                            | [ 78 ] [ 79 ]   |
| 40   | 1984 | 9月11日  | 田灣                         | 大生工業大廈             |                      | 0        | 45       |                                                                            | [ 80 ] [ 81 ]   |
| 39   | 1981 | 11月21日 | 藍田                         | 木屋區                   |                      | 0        | 8        | 包括玄武、南美、天山及愛華村，現已清拆                                     | [ 82 ] [ 83 ]   |
| 38   | 1981 | 11月6日  | 長沙灣                       | 廣隆泰工業大廈           |                      | 0        | 2        | 同一大廈再次發生，現已拆卸，重建為東方國際大廈                             | [ 84 ] [ 85 ]   |
| 37   | 1981 | 8月20日  | 秀茂坪                       | 安樂村木屋區             |                      | 0        | 3        | 已重建為安達邨                                                             | [ 87 ] [ 88 ]   |
| 36   | 1981 | 2月27日  | 鑽石山                       | 大磡窩村木屋區           |                      | 0        | 3        | 已重建為龍蟠苑及鳳鑽苑                                                     | [ 89 ] [ 90 ]   |
| 35   | 1980 | 11月8日  | 新蒲崗                       | 永顯工廠大廈             |                      | 0        | 9        |                                                                            | [ 91 ] [ 92 ]   |
| 34   | 1979 | 12月12日 | 深水埗                       | 桂林街地鐵地盤及大公樓   |                      | 1        | 1        | 大公樓已重建為桂祥大廈                                                     | [ 93 ] [ 94 ]   |
| 33   | 1979 | 10月6日  | 馬仔坑                       | 龍翔道木屋區             |                      | 0        | 9        | 包括馬仔坑、仁愛、仁義及獅子山下村，現已重建為天馬苑                       | [ 95 ] [ 96 ]   |
| 32   | 1976 | 12月22日 | 葵涌                         | 美華工業大廈             |                      | 0        | 0        |                                                                            | [ 97 ] [ 98 ]   |
| 31   | 1976 | 9月3日   | 荃灣                         | 牛津工業大廈             |                      | 1        | 5        |                                                                            | [ 99 ] [ 100 ]  |
| 30   | 1976 | 2月1日   | 筲箕灣                       | 愛秩序灣木屋區           |                      | 0        | 12       | 已重建為筲箕灣巴士總站及愛秩序灣遊樂場                                     | [ 101 ] [ 102 ] |
| 29   | 1973 | 1月9日   | 銅鑼灣                       | 屈臣氏工業大廈           |                      | 5        | 40       | 已更名為海景大廈                                                           | [ 103 ] [ 104 ] |
| 28   | 1972 | 12月6日  | 中環                         | 於仁大廈                 |                      | 1        | 5        | 已重建為遮打大廈                                                           | [ 105 ] [ 106 ] |
| 27   | 1972 | 9月28日  | 新蒲崗                       | 華富工業大廈             |                      | 0        | 2        | 已拆卸                                                                     | [ 107 ] [ 108 ] |
| 26   | 1972 | 8月31日  | 新蒲崗                       | 利源工業大廈             |                      | 2        | 0        | 已重建為匯達商業中心                                                       | [ 109 ] [ 110 ] |
| 25   | 1972 | 3月15日  | 長沙灣                       | 廣隆泰工業大廈           |                      | 0        | 5        | 已拆卸，重建為東方國際大廈                                                 | [ 111 ] [ 112 ] |
| 24   | 1972 | 1月9日   | 藍巴勒海峽（現九號貨櫃碼頭） | 伊利莎白皇后號郵輪       |                      | 0        | 14       | 船隻已拆卸，至今唯一升至災難級的大火                                       | [ 113 ] [ 114 ] |
| 23   | 1971 | 12月12日 | 新蒲崗                       | 利中工業大廈             |                      | 0        | 0        |                                                                            | [ 115 ] [ 116 ] |
| 22   | 1971 | 9月3日   | 觀塘                         | 大東紡織廠               |                      | 0        | 0        | 已重建為成運工業大廈及成業工業大廈                                         | [ 117 ] [ 118 ] |
| 21   | 1971 | 6月22日  | 葵涌                         | 南豐毛紡廠               |                      | 0        | 2        | 已搬遷，舊址現為露天停車場                                                 | [ 119 ] [ 120 ] |
| 20   | 1971 | 4月8日   | 鰂魚涌                       | 太古船塢古巴貨輪愛積古號 |                      | 3        | 4        | 已重建為太古城                                                             | [ 121 ] [ 122 ] |
| 19   | 1971 | 3月11日  | 尖沙咀                       | 重慶大廈                 |                      | 0        | 14       | 同一大廈再次發生                                                           | [ 123 ] [ 124 ] |
| 18   | 1971 | 1月22日  | 長沙灣                       | 修車廠及木廠             |                      | 0        | 2        | 已重建為深水埗運動場                                                       | [ 125 ] [ 126 ] |
| 17   | 1971 | 1月3日   | 鴨脷洲                       | 發電廠                   |                      | 0        | 0        | 已重建為海怡半島                                                           | [ 127 ] [ 128 ] |
| 16   | 1970 | 9月29日  | 葵涌                         | 盈豐酒房工業大廈         |                      | 0        | 0        | 已重建為菱電工業中心，及後更名為成功中心                                   | [ 129 ] [ 130 ] |
| 15   | 1969 | 11月11日 | 觀塘                         | 鴻圖道工廈               |                      | 0        | 85       | 大廈起初只以門牌稱呼，及後命名為致樂工業大廈                               | [ 131 ] [ 132 ] |
| 14   | 1969 | 10月9日  | 新蒲崗                       | 福和工業大廈             |                      | 2        | 12       |                                                                            | [ 133 ] [ 134 ] |
| 13   | 1969 | 9月11日  | 長沙灣                       | 豐華工廠大廈             |                      | 0        | 1        |                                                                            | [ 135 ] [ 136 ] |
| 12   | 1969 | 2月11日  | 土瓜灣                       | 梅真尼工廠大廈           |                      | 0        | 3        | 已重建為榮輝大廈                                                           | [ 137 ] [ 138 ] |
| 11   | 1968 | 11月10日 | 中環                         | 恒生銀行大廈             |                      | 1        | 2        | 恒生銀行總行已遷出，並更名為盈置大廈                                       | [ 139 ] [ 140 ] |
| 10   | 1968 | 11月9日  | 新蒲崗                       | 安達工業大廈             |                      | 0        | 5        |                                                                            | [ 141 ] [ 142 ] |
| 9    | 1967 | 7月23日  | 長沙灣                       | 王氏兄弟工廠大廈         |                      | 0        | 0        | 已重建為半島大廈                                                           | [ 143 ] [ 144 ] |
| 8    | 1967 | 7月14日  | 長沙灣                       | 立信塑膠廠               |                      | 0        | 1        | 同一大廈再次發生                                                           | [ 145 ] [ 146 ] |
| 7    | 1966 | 9月26日  | 深水埗                       | 東京街唐樓               |                      | 0        | 1        | 已重建為東寧大廈                                                           | [ 147 ] [ 148 ] |
| 6    | 1966 | 9月14日  | 尖沙咀                       | 重慶大廈                 |                      | 0        | 0        |                                                                            | [ 149 ] [ 150 ] |
| 5    | 1966 | 3月14日  | 旺角                         | 中僑國貨公司             |                      | 3        | 14       | 已重建為富時中心及廣東省銀行大廈，廣東省銀行大廈及後更名為中銀旺角商業中心 | [ 151 ] [ 152 ] |
| 4    | 1964 | 12月25日 | 新蒲崗                       | 夏利文工廠大廈           |                      | 0        | 1        | 已重建為泰力工業中心                                                       | [ 153 ] [ 154 ] |
| 3    | 1964 | 11月29日 | 長沙灣                       | 立信塑膠廠               |                      | 0        | 3        | 已重建為源盛工業大廈                                                       | [ 155 ] [ 156 ] |
| 2    | 1964 | 10月23日 | 中環                         | 和安里木樓               |                      | 2        | 5        | 已重建為和安樓                                                             | [ 157 ] [ 158 ] |
| 1    | 1964 | 7月19日  | 長沙灣                       | 萬昌工廠大廈             |                      | 0        | 0        | 歷來首宗五級火，現已重建為偉基大廈                                         | [ 159 ] [ 160 ] |

註：
- 最終引致消防處升至災難級。

### 消防員及救護員殉職事件
目前已知共有33名消防員及3名救護員因工殉職。

### 長命火
大部份火警在消防員四方八面灌救下均能於數小時內撲熄，長命火則指一些不受控制，受災場易燃、結構複雜的環境影響而撲救困難，或短時間內死灰復燃的火警，以下為焚燒最少達19小時的火警：
| 排名 | 年份 | 起火及熄滅日期 | 焚燒時數    | 地區       | 大火               | 火警等級 | 起火地點／事發時照片 | 死亡人數 | 受傷人數 | 備註                                     | 出處                    |
| ---- | ---- | -------------- | ----------- | ---------- | ------------------ | -------- | -------------------- | -------- | -------- | ---------------------------------------- | ----------------------- |
| 1    | 2019 | 2月25－3月6日  | 207.5小時   | 屯門       | 屯門內河碼頭貨櫃   | 3        |                      | 0        | 0        |                                          | [ 161 ]                 |
| 2    | 1964 | 10月9－17日    | 189小時     | 西環       | 波蘭貨輪北京號     | 待查     |                      | 0        | 0        |                                          | [ 162 ] [ 163 ]         |
| 3    | 1948 | 9月22－28日    | 145小時     | 石塘咀     | 西環永安公司倉庫   | -        |                      | 176      | 69       | 已重建為龍豐閣                           | [ 6 ] [ 164 ]           |
| 4    | 1980 | 10月13－19日   | 144小時     | 大角咀     | 楓樹街地鐵地盤     | 2        |                      | 1        | 10       |                                          | [ 165 ] [ 166 ]         |
| 5    | 1989 | 3月7－13日     | 142小時     | 西環       | 俊城號貨輪         | 4        |                      | 0        | 0        |                                          | [ 167 ] [ 168 ]         |
| 6    | 1969 | 7月20－25日    | 113小時     | 九龍灣     | 東星號貨輪         | 待查     |                      | 12       | 13       |                                          | [ 169 ] [ 53 ] [ 170 ]  |
| 7    | 2016 | 6月21日－25日  | 108小時     | 牛頭角     | 淘大工業村第一座   | 4        |                      | 2        | 12       | 另多人不適送院或即場治療，大廈現已拆卸   | [ 171 ]                 |
| 8    | 1972 | 1月9－13日     | 101.5小時   | 藍巴勒海峽 | 伊利莎白皇后號郵輪 | 災難級   |                      | 0        | 14       | 船隻已拆卸                               | [ 114 ] [ 172 ]         |
| 9    | 1970 | 9月29－10月2日 | 72小時      | 葵涌       | 盈豐酒房工業大廈   | 5        |                      | 0        | 0        | 已重建為菱電工業中心，及後更名為成功中心 | [ 130 ] [ 173 ]         |
| 10   | 1964 | 7月19－22日    | 70小時      | 長沙灣     | 萬昌工廠大廈       | 5        |                      | 0        | 0        | 已重建為偉基大廈                         | [ 159 ] [ 160 ]         |
| 11   | 1984 | 9月11－14日    | 68小時      | 田灣       | 大生工業大廈       | 5        |                      | 0        | 45       |                                          | [ 80 ] [ 81 ]           |
| 12   | 1989 | 1月7－10日     | 61.5小時    | 交椅洲     | 巴拿馬客輪         | 4        |                      | 0        | 1        |                                          | [ 174 ] [ 175 ]         |
| 13   | 1991 | 7月25－27日    | 56小時      | 堅尼地城   | 皖祥號貨輪         | 待查     |                      | 0        | 0        |                                          | [ 176 ]                 |
| 14   | 1993 | 8月25－27日    | 49.5小時    | 藍塘海峽   | 新東方公主號賭船   | 待查     |                      | 0        | 2        |                                          | [ 177 ] [ 178 ]         |
| 15   | 2008 | 1月1－3日      | 46小時      | 屯門       | 菠蘿山             | 3級山火  |                      | 0        | 0        |                                          | [ 179 ] [ 180 ]         |
| 16   | 2017 | 1月20－22日    | 45.5小時    | 沙田       | 水泉澳             | 待查     |                      | 0        | 0        |                                          | [ 181 ]                 |
| 17   | 2013 | 12月5－7日     | 44小時      | 大嶼山     | 竹篙灣             | 2級山火  |                      | 0        | 0        |                                          | [ 182 ]                 |
| 18   | 2014 | 2月2－4日      | 43小時      | 八仙嶺     | 平山仔             | 待查     |                      | 0        | 0        |                                          | [ 183 ]                 |
| 19   | 2024 | 4月9－11日     | 近42小時    | 洪水橋     | 房協地盤           | 4        |                      | 0        | 0        |                                          | [ 184 ]                 |
| 20   | 1995 | 12月12－14日   | 40小時      | 葵涌       | 葵興工業大廈       | 4        |                      | 0        | 22       |                                          | [ 185 ]                 |
| 20   | 1979 | 1月3－5日      | 40小時      | 石塘咀     | 長嘉工業大廈       | 3        |                      | 0        | 9        | 已重建為維港峰                           | [ 186 ] [ 187 ]         |
| 22   | 1980 | 11月8－10日    | 37小時      | 新蒲崗     | 永顯工業大廈       | 5        |                      | 0        | 9        |                                          | [ 92 ] [ 188 ]          |
| 23   | 1980 | 6月14－16日    | 36小時9分鐘 | 葵涌       | 中南工業大廈       | 4        |                      | 0        | 38       | 已重建為縉庭山                           | [ 189 ] [ 190 ]         |
| 24   | 1991 | 5月10－11日    | 36小時2分鐘 | 藍田       | 滙景花園           | 4        |                      | 0        | 3        |                                          | [ 191 ] [ 192 ]         |
| 25   | 1971 | 9月3－4日      | 36小時0分鐘 | 觀塘       | 大東紡織廠         | 5        |                      | 0        | 0        | 已重建為成運工業大廈及成業工業大廈       | [ 193 ] [ 194 ]         |
| 26   | 1986 | 1月8－9日      | 約35小時    | 荃灣       | 城門郊野公園       | 3級山火  |                      | 0        | 0        |                                          | [ 195 ] [ 196 ]         |
| 27   | 1988 | 8月7－8日      | 約34小時    | 尖沙咀     | 美麗都大廈         | 3        |                      | 2        | 23       |                                          | [ 197 ] [ 198 ] [ 199 ] |
| 28   | 2002 | 9月15－16日    | 約32.5小時  | 中環       | 利源東街舊樓       | 3        |                      | 0        | 1        | 已重建為豐盛創建大廈                     | [ 200 ] [ 201 ]         |
| 29   | 1980 | 6月12－13日    | 約32小時    | 葵涌       | 中央工業大廈       | 3        |                      | 0        | 10       |                                          | [ 202 ] [ 203 ]         |
| 30   | 1979 | 11月18－19日   | 約29.5小時  | 大欖涌     | 植林區             | 3級山火  |                      | 0        | 0        |                                          | [ 204 ] [ 205 ]         |
| 31   | 1952 | 5月14－15日    | 約28小時    | 石塘咀     | 廖創興貨倉         | -        |                      | 0        | 0        | 已重建為創業中心                         | [ 206 ] [ 207 ]         |
| 32   | 1979 | 10月21－22日   | 約28小時    | 大埔       | 大尾篤             | 2級山火  |                      | 0        | 0        |                                          | [ 208 ] [ 209 ]         |
| 33   | 1990 | 12月26－27日   | 約24.5小時  | 屯門       | 菠蘿山             | 待查     |                      | 0        | 0        |                                          | [ 210 ]                 |
| 34   | 2009 | 1月17－18日    | 約24小時    | 八仙嶺     | 純陽峰             | 2級山火  |                      | 0        | 0        |                                          | [ 211 ] [ 212 ]         |
| 35   | 2009 | 1月18－19日    | 約23小時    | 大埔       | 黃嶺               | 2級山火  |                      | 0        | 0        |                                          | [ 213 ] [ 214 ]         |
| 36   | 1980 | 12月9－10日    | 約22小時    | 八鄉       | 雞公嶺             | 1級山火  |                      | 0        | 0        |                                          | [ 215 ]                 |
| 37   | 1996 | 11月20－21日   | 約21小時    | 油麻地     | 嘉利大廈           | 5        |                      | 41       | 80       | 已重建為佐敦薈                           | [ 72 ] [ 73 ]           |
| 38   | 1984 | 5月8－9日      | 約21小時    | 荃灣       | 中南工業大廈       | 3        |                      | 1        | 9        | 已重建為縉庭山                           | [ 216 ] [ 217 ]         |
| 39   | 1981 | 1月10－11日    | 約20小時    | 新界       | 青衣               | 1級山火  |                      | 0        | 0        |                                          | [ 218 ] [ 219 ]         |
| 40   | 1981 | 12月14－15日   | 約19.5小時  | 荃灣       | 海林工業大廈       | 3        |                      | 0        | 9        |                                          | [ 220 ] [ 221 ]         |
| 41   | 1987 | 6月25－26日    | 約19小時    | 觀塘       | 茂興工業大廈       | 3        |                      | 0        | 5        |                                          | [ 222 ] [ 223 ]         |

### 受災人數
受災人數以大火後向當局登記失去家園為準，以下為造成最少3,000名災民的大火：
| 排名 | 年份 | 日期     | 地區   | 大火           | 災民   | 起火地點／事發時照片 | 死亡人數 | 受傷人數 | 備註                                                 | 出處            |
| ---- | ---- | -------- | ------ | -------------- | ------ | -------------------- | -------- | -------- | ---------------------------------------------------- | --------------- |
| 1    | 1953 | 12月25日 | 石硤尾 | 木屋區         | 58,203 |                      | 3        | 51       | 已重建為石硤尾邨                                     | [ 224 ] [ 225 ] |
| 2    | 1954 | 7月22日  | 石硤尾 | 大坑東木屋區   | 24,000 |                      | 9        | 100      | 已拆卸                                               | [ 226 ] [ 227 ] |
| 3    | 1953 | 1月13日  | 何文田 | 木屋區         | 16,000 |                      | 1        | 14       | 已拆卸                                               | [ 228 ] [ 229 ] |
| 4    | 1950 | 1月11日  | 九龍城 | 木屋區         | 15,000 |                      | 0        | 27       | 已拆卸                                               | [ 230 ] [ 231 ] |
| 5    | 1961 | 1月16日  | 紅磡   | 山谷道木屋區   | 11,264 |                      | 4        | 10       | 現為何文田站                                         | [ 232 ] [ 233 ] |
| 6    | 1951 | 11月21日 | 九龍城 | 東頭村木屋區   | 10,000 |                      | 2        | 9        | 已重建為東頭邨                                       | [ 234 ] [ 235 ] |
| 7    | 1952 | 4月30日  | 九龍仔 | 木屋區         | 8,000  |                      | 2        | 10餘     | 已拆卸                                               | [ 236 ] [ 237 ] |
| 8    | 1981 | 2月27日  | 鑽石山 | 大磡窩村木屋區 | 7,319  |                      | 0        | 3        | 已重建為龍蟠苑及鳳鑽苑                               | [ 89 ] [ 90 ]   |
| 9    | 1955 | 11月1日  | 深水埗 | 花墟村木屋區   | 6,810  |                      | 5        | 20餘     | 已重建為花墟公園                                     | [ 238 ] [ 239 ] |
| 10   | 1954 | 10月1日  | 深水埗 | 李鄭屋村木屋區 | 6,770  |                      | 0        | 24       | 已拆卸                                               | [ 240 ] [ 241 ] |
| 11   | 1940 | 2月3日   | 深水埗 | 石硤尾村木屋區 | 5,602  |                      | 0        | 0        | 已拆卸                                               | [ 242 ] [ 243 ] |
| 12   | 1981 | 8月20日  | 秀茂坪 | 安樂村木屋區   | 5,567  |                      | 0        | 3        | 已重建為安達邨                                       | [ 244 ] [ 245 ] |
| 13   | 1954 | 11月20日 | 深水埗 | 大埔道村木屋區 | 5,500  |                      | 7        | 18       | 已拆卸                                               | [ 246 ] [ 247 ] |
| 14   | 1963 | 1月11日  | 長沙灣 | 四村木屋區     | 5,341  |                      | 1        | 4        | 包括福華、集輝、永康東及永康西村，現已重建為明愛醫院 | [ 248 ] [ 249 ] |
| 15   | 1979 | 10月6日  | 馬仔坑 | 龍翔道木屋區   | 5,263  |                      | 0        | 9        | 包括馬仔坑、仁愛、仁義及獅子山下村，現已重建為天馬苑 | [ 250 ] [ 251 ] |
| 16   | 1981 | 11月21日 | 藍田   | 木屋區         | 4,870  |                      | 0        | 8        | 包括玄武、南美、天山及愛華村，現已清拆               | [ 252 ] [ 253 ] |
| 17   | 1982 | 1月5日   | 藍田   | 木屋區         | 3,801  |                      | 2        | 3        | 已拆卸                                               | [ 254 ] [ 255 ] |
| 18   | 1952 | 11月28日 | 深水埗 | 石硤尾村木屋區 | 3,735  |                      | 0        | 15       | 已拆卸                                               | [ 256 ] [ 257 ] |
| 19   | 1976 | 2月1日   | 筲箕灣 | 愛秩序灣木屋區 | 3,221  |                      | 0        | 12       | 已重建為筲箕灣巴士總站及愛秩序灣遊樂場               | [ 258 ] [ 259 ] |
| 20   | 1953 | 2月24日  | 九龍城 | 九龍寨城木屋區 | 3,076  |                      | 0        | 5        | 已拆卸                                               | [ 260 ] [ 261 ] |
| 21   | 1949 | 4月6日   | 大角咀 | 木屋區         | 3,000  |                      | 3        | 8        | 已拆卸                                               | [ 262 ] [ 263 ] |

### 其他罕見大火或火警引申的特別意外
| 年份      | 日期              | 地區           | 事件                                      | 事件地點／事發時照片 | 死亡人數 | 受傷人數 | 特殊之處 | 出處            |
| --------- | ----------------- | -------------- | ----------------------------------------- | -------------------- | -------- | -------- | --- | --------------- |
| 2023      | 3月2日－3日       | 尖沙咀         | 海員之家重建地盤四級火                    |                      | 0        | 2        | 大廈高層首先起火，火勢隨即蔓延至整棟大樓，火警期間無數火屑跌落地面，最少5幢大廈被波及，包括國際電訊大廈平台、遠東大廈、喜來登酒店、重慶大廈及恆星樓，火警濃煙及火光遠至港島北岸亦能看見 | [ 264 ]         |
| 1996 1966 | 11月20日 4月22日  | 油麻地 銅鑼灣  | 嘉利大廈五級火 波斯富街唐樓大火           |                      | 41 0     | 80 16    | 大廈地下或閣樓先起火，但因煙囪效應導致最高幾層被波及，惟中間數層卻安然無恙 | [ 73 ] [ 265 ]  |
| 1981      | 8月23日           | 屯門公路深井段 | 屯門公路救護車爆炸案                      |                      | 4        | 30       | 救護車受到迎面雙層巴士的高速撞擊下，車內氧氣樽爆炸引發火災。事後兩車被炸毀，救護車上唯一一名生還者，乃一名被拋出車外的救護員                                                            | [ 266 ] [ 267 ] |
| 2011 1979 | 11月30日 12月12日 | 旺角 深水埗    | 花園街四級火 桂林街地鐵地盤及大公樓五級火 |                      | 9 1      | 34 1     | 路邊起火波及附近大廈 | [ 268 ] [ 93 ]  |
| 1990      | 12月23日          | 深水埗         | 南昌街唐樓四級火                          |                      | 6        | 50       | 唯一的消防車「長臂猿」升降台救人時扭曲下墜意外 | [ 269 ] [ 270 ] |
| 1996      | 2月10日           | 八仙嶺         | 山火                                      |                      | 5        | 13       | 香港罕見的奪命山林大火 |                 |
| 1966      | 2月14日           | 土瓜灣         | 賓達塑膠廠大火                            |                      | 0        | 0        | 2名消防員涉嫌趁火入屋打劫被捕，火場已重建為金運閣 | [ 271 ] [ 272 ] |

## 救援與消防條例
消防處規定在6分鐘內抵達樓宇密集地區處理火警召喚，並在9至23分鐘內抵達樓宇分散及偏遠地區處理同類召喚。政府在1987年規定新落成的工業或商業大廈必須安裝自動灑水裝置於每層的單位及走廊內，另需設置合符規格的消防喉及火警鐘，而住宅大廈則只需裝設消防喉及火警鐘於走廊裡。汲取1996年造成41人喪生的嘉利大廈大火教訓，政府開始修例，強制要求新落成兼具一定高度的樓宇必須設有適量的避火層。

## 災後聆訊
香港的火警大多與人為疏忽、自然起火有關，間中亦有蓄意縱火的案件發生。若火警牽涉人命損失，一般會交由死因庭作聆訊，庭上會裁定死者死於自然、意外或他殺。當更嚴重的多人死亡火災發生後，港督或行政長官可委任大法官成立獨立調查委員會去找出意外成因、追究責任及提出改善方法避免同類火災再次發生。

## 資料來源
1. 1 2 3  火災危險警告 （页面存档备份，存于），香港天文台
2. ↑  . 香港消防處. （原始内容存档于2012-04-23）. （页面存档备份，存于）
3. ↑  根據報章記錄
4. ↑  . 德臣西報. 1918年2月27日: 第四頁.
5. ↑  . 華字日報. 1918年2月27日: 第壹張弍頁.
6. 1 2  . 工商日報. 1948年9月23日: 第五頁.
7. ↑  . 大公報. 1961年11月8日: 第一張第四版.
8. ↑  . 德臣西報. 1947年2月5日: 第一頁.
9. ↑  . 工商日報. 1947年2月5日: 第一張第三頁.
10. ↑  . 華字日報. 1906年10月16日: 第四頁.
11. ↑  . 華僑日報《1948年香港年鑑》. 1948年1月.
12. ↑  . 華僑日報. 1945年6月13日: 第貳頁.
13. ↑  . 華僑日報. 1945年6月14日: 第貳頁.
14. ↑  . 星島日報. 1957年2月14日: 第十四版 港聞一.
15. ↑  . 大公報. 1957年5月14日: 第一張第四版.
16. ↑  「風高物燥 旺角上海街昨晚大火 棉花店失慎召禍焚燬樓宇三座 死傷男女數十人弄出巨大慘劇」，工商日報第三張第一版，1939年12月4日
17. ↑  「上海街大火餘聞 警察嚴查起火原因 是次共死居民五十三名 為本港第二次最大火災」，華字日報第弍張第叁頁，1939年12月7日
18. ↑  「元洲街大火浩劫四十三屍四十五命 *傷者二十二人 有九名留院」，星島日報第二十版 港聞，1962年8月2日
19. ↑  「元洲街大火慘案 昨又一傷者斃命 死者共成了四十四人」，星島日報第十八版 港聞，1962年8月6日
20. ↑  「2月3日·西環石塘咀大火，死傷53人，損失約150萬元。」，《香港6000年（遠古—1997）》376頁，ISBN 962-232-123-2，麒麟書業，1998年
21. ↑  「香港新聞一 *查訊巨火案定期開審」，華字日報第壹張叁頁，1920年2月9日
22. ↑  「37 DEAD: 44 INJURED: 18 MISSING IN LOCAL GAS EXPLOSION」，德臣西報第一頁，1934年5月15日
23. ↑  「煤氣鼓爆炸慘案 昨陪審員宣讀意見書 *死傷數目」，工商日報第三張第二版，1934年7月14日
24. ↑  「電梯槽變煙囪沖天火奪39命 頂層死者兩分鐘窒息」，東方日報A1版要聞（一），1996年11月22日
25. ↑  「火場焦屍碎散 數具擁作一團 39人死亡 40人失蹤」，香港蘋果日報，1996年11月22日
26. ↑  「干諾道西大火 屍首被捲入海」，工商日報第三張第二版，1937年9月3日
27. ↑  「干諾道西大火後 已知死者四十餘人」，工商日報第三張第三版，1937年9月4日
28. ↑  「『珍寶』海鮮舫發生大火 數度爆炸死傷數十人 裝飾工人部分被困火場 附近漁船被烈火波及 香港仔工人漁民奮勇駕艇冒險救人」，大公報第二張第五版，1971年10月31日
29. ↑  「調查報告書指出 珍寶大火起於燒焊 此慘劇死傷達七十六人」，大公報第五版，1972年5月25日
30. ↑  . uwants.com. 2012年11月4日  [2016年4月19日]. （原始内容存档于2016年4月26日）. （页面存档备份，存于）（繁體中文）
31. ↑  「油麻地爆竹廠爆炸之慘劇 斃十餘命 傷數十人」，華字日報第壹張叁頁，1921年2月26日
32. ↑  「研究台山爆竹爆炸案」，華字日報第弍張第弍頁，1921年3月8日
33. ↑  「西營盤大火」，《香港6000年（遠古—1997）》92頁，ISBN 962-232-123-2，麒麟書業，1998年
34. ↑  「DEATHS.」，德臣西報第二頁，1852年1月1日第359期週報
35. ↑  「貨倉爆炸 烈火冲天 驚心動魄 荔枝角道發生大慘劇 掘出廿九具屍體 四十多人受傷」，文匯報第四版，1961年5月16日
36. ↑  「傷者名單 共計四十五人 九人傷重留院」，星島日報第十五版 港聞，1961年5月16日
37. ↑  船民營騷亂24死126傷 （页面存档备份，存于），明報，2009年1月17日
38. ↑  「石崗營慘劇死者增至二十三名 委會將集中調查肇因及善後」，星島日報第十六版港聞二，1992年2月9日
39. ↑  「深水埗順寧道大火慘劇 烈焰封梯焗死十八人 五層樓住客擠迫在梯間逃命卒全部喪生 八人受傷災民六十餘暫獲救濟」，工商日報第五頁，1968年2月13日
40. ↑  「順寧道大火慘劇 一婦人傷重不治 死者增至十九名 被焚毛織廠並無登記當局考慮起訴」，工商日報第六頁，1968年2月14日
41. ↑  「卡拉OK疑遭擲燃燒彈15死15傷」，星島日報A12版，1997年1月26日
42. ↑  「涉黑幫睇場肇慘劇 警捕知情男子查內情」，星島日報A12版，1997年1月26日
43. ↑  「Fire Disaster Sequel. ANOTHER DEATH IN HOSPITAL. Fatal Jump.」，士蔑報第7頁，1931年6月18日
44. ↑  「士丹頓街大火詳情 *死傷確數」，工商晚報第三版，1931年6月10日
45. ↑  「懷疑洩漏化學藥品引致 荃灣一皮革廠爆炸 觸發大火傷二十四人 其中十七人傷勢惡劣 醫院抽調醫生搶救」，大公報第二張第五版 港聞，1986年10月9日
46. ↑  「硝皮廠慘劇搶救小組創下奇跡 灼傷逾七成重傷者 零的突破救回三人」，華僑日報第二張第二頁，1987年1月28日
47. ↑  「大埔木屋半夜火警慘劇 三戶全家罹難 十四人被燒死 受輕重傷者八人送院救治」，工商日報第五頁，1954年7月15日
48. ↑  「大埔禁（錦）山木瓜園火燭 焚斃居民達十四人 凌晨起火有三戶居民全數罹難 另八人受傷其中五人傷勢很重」，大公報第四版，1954年7月15日
49. ↑  「灣仔波斯富街深夜大火 焚樓六層死傷卅餘人 灰燼中掘出屍首十三具 傷十七人兩人生命危險」，華字日報第弍張第肆頁，1940年6月1日
50. ↑  「波斯富街昨晨大火 死傷達二十餘人 焚燬樓宇六層原因不明 掘出屍首多具慘不忍睹」，大公報第二張第六版 香港，1940年6月1日
51. ↑  「雷雨交加電線洩電引起多宗火警 山道一舊樓大火通頂 十二人失蹤百人毀家 昨已發現八具屍體現場待支撐後再發掘」，大公報第五版，1972年5月12日
52. ↑  「西區山道大火災場 失踪老婦昨亦掘出」，華僑日報第三張第一頁 港聞五，1972年5月18日
53. 1 2  「烈焰濃煙冲天籠罩半個土瓜灣 東星輪修理中大火 十餘工人慘告失蹤 大部被火困艙內十三人衝出被燒傷三人垂危」，大公報第四版，1969年7月21日
54. ↑  「東星輪八罹難者遺體　舉行集體喪禮葬和合石　遺屬均獲港府撥款撫恤　另四名死難者將於八月一日舉行火葬」，華僑日報第二張第二頁，1969年7月30日
55. ↑  「昨上海街大火續聞」，大公報第六版，1938年11月18日
56. ↑  「縱火燒滙豐四屍五命九傷擒一疑兇」，東方日報第十八版港聞二，1994年1月11日
57. ↑  「醫管局調兵遣將·兩院齊動 廣華：重傷醫好或成植物人 明愛：孕婦不治釀一屍兩命」，東方日報第十八版港聞二，1994年1月11日
58. ↑  「元朗大火死十二人 雜貨店東全家遇難 起火原因一說有人縱火」，工商日報第五頁，1950年5月20日
59. ↑  「元朗合益街大火 焚斃十二人 天德什貨號留店各人無一倖免 時在凌晨店門緊閉故不克逃出」，華僑日報第二張第一頁，1950年5月20日
60. ↑  「十年來傷亡最眾災難 髮品廠慘烈大火 十一人火場喪生 十九人受傷送院雲梯救出數十人 火困現場廠內五十多人死傷逾半」，華僑日報第二張第一頁 本港新聞，1981年1月21日
61. ↑  「北角髮廠一場奪命火 十一工友瞬息變焦骨 消防局近在咫尺兩分鐘趕到難挽救」，工商日報第一頁，1981年1月21日
62. ↑  「深水埗大火 焚斃十餘人」，工商日報第一張第三頁，1946年11月8日
63. ↑  「永安倉損失多少？ 這次火災中財物及人命的損失 超過前年五月至去年三月總額」，大公報第一張第四版，1948年9月27日
64. ↑  . 星島日報. 1971年1月13日: 第廿四版.
65. ↑  . 華僑日報. 1971年2月4日: 第一張第四頁 香港新聞.
66. ↑  . 南華早報. 1929年3月12日: 第十頁.
67. ↑  . 德臣西報. 1929年3月13日: 第一頁.
68. ↑  「消防處高級官員 解釋火警級別」，工商日報第四頁，1966年5月22日
69. ↑  綜合報章的紀錄
70. ↑  彌敦道5級火 4死55傷 氧氣罩讓給災民 雙雄殉職 消防員真偉大，香港蘋果日報，2008年8月11日
71. ↑  五級火四死55傷兩消防殉職 （页面存档备份，存于），太陽報，2008年8月11日
72. 1 2  「沖天大火逾70人死傷40失踪 今晨現場消息 發現二十多具屍體」，東方日報A1版港聞（三），1996年11月21日
73. 1 2 3  「五級大火 10死76傷 油麻地舊廈變煉獄 今晨掘出九具屍體」，香港蘋果日報A1版，1996年11月21日
74. ↑  「大火升為五級 黑夜燒至天明 無線電視城證實遭縱火 警方消防處設專組調查 道具倉嚴重焚毀 錄影廠亦被波及」，大公報第八版 港聞，1991年11月17日
75. ↑  「凌晨兩點半起火·上午九時才熄滅 無綫電視城五級火 焚燒達六個半小時 兩萬方呎道具倉付諸一炬」，華僑日報第四頁 本港港聞，1991年11月17日
76. ↑  「荃灣屈臣氏廠廈五級火 焚燒逾十小時凌晨未熄 漂染廠首先起火 整幢大廈陷火海八層盡燬 全港消防局動員灌救 兩工人三消防員受傷」，大公報第八版 港聞，1990年8月24日
77. ↑  「荃灣五級火已燬八層樓 焚燒逾八句鐘今晨二時仍在焚燒」，明報第二版 要聞，1990年8月24日
78. ↑  「染廠洩毒氣千人疏散 繼起大火今晨未撲熄 頂樓有高熱熔爐若波及不堪設想」，明報第二版，1986年7月17日
79. ↑  「油塘五級火焚燒廿五小時終撲滅 消防成立小組查火警原因 三層樓梯間現裂痕火警中十四消防員三工人傷 工廠儲危險品問題引起區議會關注將開會討論」，華僑日報第二張第二頁 本港新聞，1986年7月18日
80. 1 2  「田灣長命火燒廿多小時未熄 塑膠廠五級大火 七百人緊急疏散 貨物阻塞通道灌救困難三層樓陷火海 化學原料發出臭味田灣邨民被迫疏散」，華僑日報第一張第四頁 本港新聞，1984年9月12日
81. 1 2  「六十八小時『長命火』終被救熄 田灣火後情況漸復常 大生廠廈九層樓暫封 消防處設組調查 四十五傷者多已出院」，大公報第四版，1984年9月15日
82. ↑  「藍田山坡木屋災難性大火 五級火焚三條村 燬木屋一千八百 打翻火水爐肇事七時起火燒七小時 約七千災民七男一女受傷情況輕微」，華僑日報第一張第四頁 本港新聞，1981年11月22日
83. ↑  「藍田邨山坡災難大火 火乘風勢漫山竄 兩千木屋盡成灰 六千災民候登記」，工商日報第一頁，1981年11月22日
84. ↑  「昨晚六點許起火今晨未熄 大南街五級大火 三廠廈先後被焚 二千工人安全撤出 兩名消防員受傷」，大公報第四版，1981年11月7日
85. ↑  「深水埗大南西街烈焰冲天 兩幢工廈燒至通頂 五級大火今晨未熄」，明報第四版，1981年11月7日
86. 1 2  「秀茂坪安樂村三級大火 二百間木屋被焚 逾千人無家可歸」，工商日報第八頁，1979年10月21日（文中提到當時的安樂村位於舊秀茂坪邨第45座對面山坡，而第45座現今已重建為服務設施大樓，因此安樂村拆卸後的現今正確位置約為安達邨仁達及善達樓）
87. ↑  「安樂村木屋區傍晚失火到今晨 一場五級大火 燬木屋逾千間 災民達八千三個人灼傷」，華僑日報第三張第一頁 本港新聞，1981年8月21日
88. ↑  「秀茂坪五級大火災民近萬 焚燒至今晨燬木屋達千間 災場面積十二萬方米 傳打翻火水爐肇巨災 一炬歷十小時仍未熄」，星島日報第四十七版，1981年8月21日
89. 1 2  「五級大火夷平大磡窩村 登記災民數達七千四百 港府重開深水埗難民營安置」，華僑日報第三張第一頁 本港新聞，1981年2月28日
90. 1 2  「28年來最嚴重木屋區大火 大磡窩災民近八千 港督召開緊急會議 商長期性善後安置」，星島日報第卅九版，1981年2月28日
91. ↑  「新蒲崗工廠廈烈燄冲天 鞋廠五級大火 現場存有易燃物品爆炸聲頻傳 向上蔓延波及七層單位」，華僑日報第一張第四頁 本港新聞，1980年11月9日
92. 1 2  「永顯廠廈焚燒近卅小時 烈火今晨未熄 大廈已燒通頂火警中九人受傷 二百多名消防員仍在努力灌救」，華僑日報第三張第一頁 本港新聞，1980年11月10日
93. 1 2  「桂林街地鐵地盤大火燒民居 七層樓直燒通頂 地盤建築物失火儲存物品爆炸肇禍 五級大火釀成一死一傷慘劇」，華僑日報第三張第一頁 本港新聞，1979年12月13日
94. ↑  「深水埗五級大火 八層高大廈焚燬 一死一傷逾千居民疏散」，工商日報第六頁，1979年12月13日
95. ↑  「三年以來又一次災難性火警 馬仔坑村五級大火 焚燬木屋逾二百間 九人受傷災民超過五千」，工商日報第八頁，1979年10月7日
96. ↑  「馬仔坑四村烈焰如爆原子彈 五級大火又成巨災 四日來近萬人無依 護督姬達表示決盡一切所能妥予安置」，星島日報第廿四版，1979年10月7日
97. ↑  「荃灣發生大火 燬錄音帶造廠 直至今晨尚未撲熄」，明報第二版，1976年12月23日
98. ↑  「由前晚八時燒至昨天中午 葵涌廠廈大火撲熄 數十間工廠的工人被迫停工」，大公報第五版，1976年12月24日
99. ↑  「荃灣牛津工業大廈 乳膠工廠五級大火 濃煙籠罩整座大廈 出動「泡沫炮」灌救 焚燒十二小時未熄」，工商日報第八頁，1976年9月4日
100. ↑  「荃灣牛津工業大廈焚十四小時 五人受傷二樓發現女屍 燬四層樓損失未能統計 消防處出動百五人廿二救火車五救傷車」，華僑日報第二張第一頁 本港新聞，1976年9月5日
101. ↑  「筲箕灣愛秩序村空前大火 燬木屋近千間 災民接近二千成五級大火港島未見過 起火原因傳說紛紜災區四十萬平方呎」，華僑日報第三張第一頁 本港新聞，1976年2月2日
102. ↑  「愛秩序灣五級大火 新春喜氣遭冲淡 二千艇戶痛失家」，明報第一版，1976年2月2日
103. ↑  「北角屈臣氏大廈昨日五級大火 無線電機行熔鍚發生意外 五人失蹤四十人被燒受傷 火勢被控制後死灰復燃至今晨 數千工人無法開工」，大公報第五版，1973年1月10日
104. ↑  「屈臣氏大廈大火撲熄後 發現五具女屍 十五樓處凌晨仍見火光」，明報第一版，1973年1月11日
105. ↑  「於仁大廈五級大火 一消防員殉職三受傷 多間寫字樓被焚燬」，工商日報第一頁，1972年12月7日
106. ↑  「中區遮打道於仁行十六樓東南翼 傍晚突然濃煙密佈起火 焚燒三小時釀一死五傷」，明報第一版，1972年12月7日
107. ↑  「新蒲崗五級大火 凌晨仍在灌救 十家工廠焚燬 八樓以下單位受嚴重水漬兩消防員受傷 隣近兩大廈斷電近千工人被迫提早收工」，大公報第四版，1972年9月29日
108. ↑  「新蒲崗十四層華富工廠大廈大火燒數小時 八樓以上通頂 塑膠起火七樓以下各層均受水漬損失甚大 今晨一時許火勢仍熾烈消防隊尚在搶救中」，華僑日報第二張第一頁 新聞一，1972年9月29日
109. ↑  「新蒲崗大火 燃燒十多小時 七層樓工廠多被焚燬 一女工一男看更失蹤 街道被封閉附近工廠工人不能返廠開工」，大公報第四版，1972年9月1日
110. ↑  「新蒲崗大火燒一匝鐘 廠廈三層被燬 滅火車廿輛消防員逾百下午二時始熄 損失嚴重樓下受水漬傳有兩男女失踪」，華僑日報第三張第一頁 本港新聞，1972年9月1日
111. ↑  「大南街廣隆泰大廈被燬 損失逾五千萬 大火中五人受傷隣座亦遭波及」，明報第二版，1972年3月16日
112. ↑  「九龍一間工廠大廈 一場大火焚七小時 由三樓直燒至十樓全部通頂 兩男一女及兩消防員受輕傷 損失數字及起火原因在調查」，星島日報第廿一版，1972年3月16日
113. ↑  「重災性頂級大火十年來僅見 『海上學府』已燒通頂 起火時船上有數百人已知十人受傷有否死亡一時未知 船身傾斜曾經放棄灌救 今晨仍在燃燒部分支架已塌」，大公報第四版，1972年1月10日
114. 1 2  「動員消防輪及各類船隻數十及出動直升機全力搶救 海上學府大火今晨未熄 焚燒已歷十二小時船身傾斜度增至十七度恐有危險 船上員工二百餘人幸無死亡僅十四人受傷六人留醫」，華僑日報第二張第一頁 港聞一，1972年1月10日
115. ↑  「新蒲崗發生五級大火 塑膠貨倉被燒十小時 廠廈牆壁出現裂痕 鄰近工人住客疏散」，大公報第五版，1971年12月13日
116. ↑  「新蒲崗一塑膠工廠 焚燒逾十小時 損失嚴重幸無人受傷」，工商日報第十頁，1971年12月13日
117. ↑  「五級火燃燒十五小時 大東紗廠損失重 焚棉紗機器與廠房價值數百萬」，大公報第五版，1971年9月4日
118. ↑  「大東織廠五級大火 火勢廿四小時未熄 大廈外牆燒至爆裂 今晨火勢已被控制」，明報第一版，1971年9月4日
119. ↑  「燃燒六小時數十人一度被困 葵涌南豐廠大火 估計損失數百萬 有兩家廠遭波及它們的損失尚未作出估計」，大公報第五版，1971年6月23日
120. ↑  「南豐毛紡廠大火 多層樓宇遭焚燬 卅多人被困一婦人受傷」，明報第一版，1971年6月23日
121. ↑  「古巴輪太古船塢內大火 火勢今晨仍未熄 三人相信失踪·四名船員被燒傷」，明報第一版，1971年4月9日
122. ↑  「太古船塢古巴貨輪大火 拖往將軍澳撲救 三人失踪四受傷」，工商日報第十一頁，1971年4月9日
123. ↑  「五級大火焚燒逾七小時 重慶大廈一炬 損失近二百萬 地窖新設酒樓盡燬全廈停電居民多暫撤離 濃煙封梯十二人被焗暈六十四人夜困天台」，星島日報第廿三版，1971年3月12日
124. ↑  「本年惡劣火警之一 重慶大廈被煙所罩 列為五級大火 消防員救出二百人」，明報第一版，1971年3月12日
125. ↑  「八英畝曠地一場火 修車廠及木廠被燬 在長沙灣道對開之處」，星島日報第二十一版，1971年1月23日
126. ↑  「長沙灣新填地大火 焚燒達六小時始熄 八十萬方呎之簡陋廠房一把火燒光」，成報第三版，1971年1月23日
127. ↑  「爆炸一聲焚燒歷五小時 鴨脷洲興建中電廠大火 燬兩新廠房損失逾千萬 香港仔西區半山昨夜紛告停電」，星島日報第十八版，1971年1月4日
128. ↑  「火勢猛烈無法迫近 全港滅火車均集中候命 晚上九時升為五級大火」，明報第一版，1971年1月4日
129. ↑  「一車化學原料失事闖奇禍 荃灣兩幢廠廈被燬損失千萬 十數工廠瞬遭波及付一炬 焚燒十小時未滅三人失踪」，星島日報第十二版，1970年9月30日
130. 1 2  「葵涌工廠大廈空前大火 七層樓層層被燒通 焚燒十小時有三人失踪 初步估計損失逾千萬元」，明報第一版，1970年9月30日
131. ↑  「觀塘工廠大廈五級大火 工人逾百被困火場 八十餘人受傷送院 據說四樓塑膠廠電掣爆炸燃及天拿水起禍」，大公報第四版，1969年11月12日
132. ↑  「觀塘鴻圖道工廠大廈大火 八十五人受傷 火警發在四樓又是鐵閘阻塞無法逃避 消防當局大舉出動搶救始娥各人救出」，華僑日報第一張第四頁，1969年11月12日
133. ↑  「新蒲崗工廠大廈五級大火 兩膠廠燃燒四小時 一人慘死十餘受傷 十餘人被困天台消防員凌晨才能進入火場」，大公報第四版，1969年10月10日
134. ↑  「新蒲崗廠廈五級大火 多人被困天台 由直升機救出 塑膠廠被燬，燒死一人，三消防員及九工人受傷。」，工商日報第五頁，1969年10月10日
135. ↑  「由四樓燒上七樓迄晨未熄 豐華工廠大廈大火 三膠廠一毛衫廠盡燬損失重 火勢猛烈升到五級 四樓數人被救出」，大公報第四版，1969年9月12日
136. ↑  「青山道工廠大廈五級大火 四樓起火燒至八樓 數人被困獲救脫險 一消防員冒險入內灌救遭烈焰灼傷」，工商日報第五頁，1969年9月12日
137. ↑  「土瓜灣榮光街梅真尼大廈 毛衫廠五級大火 六樓全座被焚烈燄濃煙沖天 兩名男女及一消防員被燒傷」，工商日報第五頁，1969年2月12日
138. ↑  「紅磡榮光街梅真尼大廈 昨晚大火災 毛織廠被燬損失重大四人受傷」，華僑日報第二張第二頁，1969年2月12日
139. ↑  「中區恒生銀行大廈大火燃燒達六小時 火勢連升五級八樓全燬多人冒險逃生」，大公報第四版，1968年11月11日
140. ↑  「中環恒生銀行大廈 昨午空前大火 燃燒逾六小時 消防員歐文偉救火時英勇殉職 初步估計財物損失達一千萬元」，明報第一版，1968年11月11日
141. ↑  「工廠大廈火警 焚燒十四小時 有五名男女輕重受傷 晨六時燒到晚間八時 新蒲崗八達街安達工業大廈」，星島日報第十八版，1968年11月10日
142. ↑  「新蒲崗八達街發生罕見大火 安達廠廈焚燒歷十四小時 燬工廠十一家損失逾百萬 消防員冒險入火場救出兩名被焗暈男女」，工商日報第四頁，1968年11月10日
143. ↑  「深水埗青山道王氏工廠大廈 昨晨五級大火 焚燒達七小時 後座二樓起火蔓延至前座三樓 七層大廈有如火海損失極嚴重」，華僑日報第一張第四頁，1967年7月24日
144. ↑  「兩工廠大廈昨大火 王氏兄弟工廠大廈燒到通頂 東亞塑膠等數工廠損失重大 雙喜樓工廠大廈五樓全層焚燬」，大公報第四版，1967年7月24日
145. ↑  「醫局街立信塑膠工廠 發生五級大火 焚燒逾兩小時一人受傷」，工商日報第六頁，1967年7月15日
146. ↑  「醫局街立信塑膠廠 昨午發生大火 機器及存貨均付諸一炬」，華僑日報第一張第四頁 港聞三，1967年7月15日
147. ↑  「深水埗東京街 先後兩次失火 災民百餘名一老婦暈厥」，大公報第三版，1966年9月27日
148. ↑  「相距不過三百碼之遙 兩場大火 東京街東成藥房起火全被焚毀 波及順寧道協義泰及威信士多 長沙灣道警員宿舍一住宅被燬」，華僑日報第二張第三頁 港聞三，1966年9月27日
149. ↑  「黎明時祝融肆虐 重慶大廈大火 初步估計損失超過二十萬元 消防員引導樓上居民撤出」，工商日報第六頁，1966年9月15日
150. ↑  「彌敦道重慶大廈地下商場 大火燬七家商店 六家受損及水漬損失重大」，華僑日報第二張第三頁 港聞三，1966年9月15日
151. ↑  「九龍『中僑國貨公司』 今晨發生大火 六層樓宇被焚 附近濃煙瀰漫施救十分困難今晨二時未熄 五六樓宿舍內有數十人被困祗少數被救出」，工商日報第五頁，1966年3月15日
152. ↑  「中僑國貨公司大火 釀成三死十四傷 法庭今日繼續研究三罹難者死因」，華僑日報第四頁，1966年6月2日
153. ↑  「新蒲崗大有街 夏利文工廠大廈大火 二樓膠鞋廠全間被燬 同樓其他四間工廠亦被波及 十樓十一樓數十人被困搖白旗求救」，工商日報第四頁，1964年12月26日
154. ↑  「新蒲崗大有街卅二至卅四號 火燒工廠大廈 二層樓上膠廠起火同樓四廠皆遭波及 火封樓梯三樓衣廠卅餘工友幸獲救出 十樓搖旗召援雲梯不及終能設法出險」，華僑日報第二張第一頁 港聞一，1964年12月26日
155. ↑  「立信塑膠廠大火 損失約五十萬元 燃燒三小時青山道交通阻塞」，大公報第四版，1964年11月30日
156. ↑  「醫局街工廠大廈大火 立信塑膠廠焚燬 估計損失逾百萬 消防員駕雲梯破窗救出三人」，工商日報第五頁，1964年11月30日
157. ↑  「大火熾烈樓宇倒塌 和安里昨死傷七人 街窄人多燃燒逾四小時港島消防隊總動員」，大公報第四版，1964年10月24日
158. ↑  「中區和安里兩座舊民房 在大火中倒塌 五名消防人員受傷中有一區長 一老翁一小童失蹤兩童勇攀棚架逃出」，華僑日報第二張第一頁 港聞一，1964年10月24日
159. 1 2  「萬昌工廠大廈焚燒共十八句半鐘之久 牆壁爆裂上半傾斜 恐有倒塌之虞消防隊員待至今晨始能着手清理 消防局長指出乃四年來最難撲滅之火」，華僑日報第二張第一頁 港聞一，1964年7月20日
160. 1 2  「火燒七十小時損失大 萬昌工廠大廈正拆卸」，大公報第五版，1964年8月26日
161. ↑  【屯門長命火】貨櫃「悶燒」第十日終救熄　消防留言：士氣低落，香港01，2019年3月6日
162. ↑  「泊西環海面A七號浮筒 波蘭貨輪大火」，大公報第一張第四版，1964年10月10日
163. ↑  「焚燒歷時八晝夜 北京輪熄火」，工商日報第七頁，1964年10月18日
164. ↑  「永安火場餘燼全熄」，華僑日報第壹張第四頁，1948年9月29日
165. ↑  「深水埗地鐵地盤長命火 焚燒整日迄未撲滅 助理消防區長殉職 六消防員三日藉工程人員一華工受傷 火場深入地底無法進行灌救」，工商日報第八頁，1980年10月14日
166. ↑  「地鐵長命火熄滅 焚燒時間前後約六天」，大公報第一張第四版，1980年10月19日
167. ↑  「數度爆炸噴出火球 萬噸貨輪四級大火 今晨解錨拖交椅洲 二十九船員無恙 火勢難以控制」，大公報第八版，1989年3月8日
168. ↑  「貨輪四級大火昨午終於撲滅」，華僑日報第四版，1989年3月14日
169. ↑  「烈熖濃煙沖天籠罩半個土瓜灣東星輪修理中大火十餘工人慘告失蹤大部被火困艙內十三人衝出被燒傷三人垂危」，大公報第一張第四版，1969年7月20日
170. ↑  「對東星罹難者家屬 五金工人捐款慰問」，大公報第一張第四版，1969年7月26日
171. ↑  「時昌迷你倉四級火　高級消防隊長張耀聲殉職 - 東網即時:]，東方日報，2016年6月21日，2016年6月21日
172. ↑  「四日四夜不熄 海上學府火燄 昨日下午撲滅」，華僑日報第二張第一頁港聞一，1972年1月14日
173. ↑  「焚燒三晝夜損失難估計 葵涌廠廈大火熄滅 工務局將申請封閉」，工商日報第四頁，1970年10月3日
174. ↑  「空置客輪四級大火 消防員要斬纜灌救 焚燒逾六小時迄今晨仍未受控制」，大公報第八版，1989年1月8日
175. ↑  「客輪火警昨晨救熄 連燒四日全船作四十五度傾斜 消防員待船身降溫始上船調查」，大公報第六版，1989年1月11日
176. ↑  「灌救五十六小時 皖祥號火警熄滅」，華僑日報第四頁，1991年7月28日
177. ↑  「賭船新東方公主號大火 五百船員旅客黑夜逃生 夤夜拖往將軍澳續灌救兩人傷」，星島日報第十九版港聞一，1993年8月26日
178. ↑  「新東方公主號燒足兩日 昨日擱淺灌救終於奏效」，香港文匯報第十一版香港新聞②，1993年8月28日
179. ↑  山火圍困險奪34命 （页面存档备份，存于），東方日報，2008年1月2日
180. ↑  46小時山火燒禿菠蘿山 生態受影響 10年才復原 （页面存档备份，存于），香港蘋果日報，2008年1月4日
181. ↑  水泉澳山火燒46小時撲滅 （页面存档备份，存于），香港蘋果日報，2017年1月23日
182. ↑  竹篙灣山火焚燒逾44個小時後救熄 （页面存档备份，存于），香港電台，2013年12月7日
183. ↑  山火撲熄焚72維園林木 （页面存档备份，存于），香港蘋果日報，2014年2月5日
184. ↑  . 香港01. 2024年4月11日. （原始内容存档于2024年4月11日）.（繁體中文）
185. ↑  （繁體中文）湯開建 蕭國健 陳佳榮. . 麒麟書業有限公司. 1998年: 頁1251. ISBN 9622321232.
186. ↑  「長嘉大廈長命火 焚40小時傷九人 昨日下午始熄滅 一工人被困日半仍安然無恙」，工商日報第七頁，1979年1月6日
187. ↑  「日前大火燃燒四十小時 西區長嘉工業大廈 十二層樓已被封閉」，大公報第二張第五版，1979年1月9日
188. ↑  「焚燒三十七小時後撲熄 永顯廠廈損毀嚴重 多層樓有倒塌危險 該廈局部或全部今天可能封閉」，大公報第一張第四版，1980年11月11日
189. ↑  「葵涌棉倉燃燒三十六小時後撲熄 三十八受傷消防員中二十三人留醫」，大公報第一張第四版，1980年6月17日
190. ↑  「國瑞道中南工廈燃燒三十六小時 長命大火昨晨始熄 當局今日派員驗樓 火場過熱有三十八名消防員不適」，華僑日報第一張第四頁本港新聞，1980年6月17日
191. ↑  「建築地盤首期第九座地庫停車場 滙景花園四級大火 濃煙瀰漫整個藍田 灌救困難迄今日凌晨仍未熄滅」，華僑日報第一頁，1991年5月11日
192. ↑  「焚燒三十六小時 三消防員受傷 滙景長命火昨晚撲熄 樓層穿洞結構待檢驗 火場灌滿鹹水 地鐵站要局部封閉」，大公報第八版，1991年5月12日
193. ↑  「大東紡織廠 大火損失 約三千萬」，工商日報第十二頁，1971年9月5日
194. ↑  「大東廠燃燒一天半 千七工人生活徬徨 大火昨午終撲熄具體損失待統計」，大公報第五版，1971年9月5日
195. ↑  「焚燒三十五時災難性山火終撲滅 漁護處長昨日下令 關閉部份郊野公園」，華僑日報第一張第一頁，1986年1月10日
196. ↑  「焚燒三十五小時 毀林九百公頃 災難性山火終救熄 漁農處封閉四園區」，大公報第五版，1986年1月10日
197. ↑  「焚燒二十二小時今晨未熄 美麗都大廈長命火 逾二百商號被焚毀 數百居民及遊客獲救二十三人送院」，大公報第二張第五版港聞，1988年8月8日
198. ↑  「美麗都大廈長命火已救熄 裁縫店東與女職員活被燒死 另外一焦屍證實屬於狗隻 警方九訿總區重案組接手徹查 若證實縱火可能列雙重兇殺案」，華僑日報第一頁，1988年8月9日
199. ↑  「美麗都大廈火警並無縱火成份 兩男女火警中送命 法庭裁定死於意外」，華僑日報第四頁，1988年12月8日
200. ↑  火燒中環 毒煙籠罩 18小時仍未撲熄 （页面存档备份，存于），東方日報，2002年9月16日
201. ↑  中環長命火災場恐塌封樓 （页面存档备份，存于），東方日報，2002年9月17日
202. ↑  「葵涌中央廠廈大火 焚燒三十二小時始熄 十名消防員救火時受傷」，工商日報第八頁，1980年6月14日
203. ↑  「焚燒三十二時摧毀兩間廠房 葵涌長命火終救熄 廠廈外牆出現裂痕 工務人員今斷定是否列為危樓」，華僑日報第三張第一頁本港新聞，1980年6月14日
204. ↑  「大欖涌發生大山火 燃燒竟日迄晨未熄」，大公報第五版，1979年11月19日
205. ↑  「大欖涌燒山三十小時 毀樹二十六萬五千株 四百多人三架直昇機參加灌救」，大公報第五版，1979年11月20日
206. ↑  「西環煤氣鼓側 廖創興貨倉昨發生大火 倉內貨物多焚燬」，工商日報第五頁，1952年5月15日
207. ↑  「廖創興貨倉大火 焚燒二十八小時 昨深夜始熄滅 警方重視望市民提供大火情報 倉方估計損失千餘萬元」，工商日報第五頁，1952年5月16日
208. ↑  「兩植林區大火 大尾篤火場至今晨未熄 城門水塘附近燬樹萬棵」，大公報第五版，1979年10月22日
209. ↑  「直升機放水彈撲滅大尾篤山火 焚燒二十八小時 燬地四百公頃 四萬棵樹木劫後成焦炭」，華僑日報第二張第二頁本港新聞，1979年10月23日
210. ↑  「屯門山火熄滅未釀巨禍」，華僑日報第4頁，1990年12月28日
211. ↑  燒死五師生慘劇險重演 八仙嶺山火困11人 （页面存档备份，存于），香港蘋果日報，2009年1月18日
212. ↑  八仙嶺山火終撲熄 附近黃嶺又起火 火線長千五米 （页面存档备份，存于），香港蘋果日報，2009年1月19日
213. ↑  純陽峰撲熄火龍波及黃嶺 （页面存档备份，存于），東方日報，2009年1月18日
214. ↑  八仙嶺山火險毀蜻蜓天堂 （页面存档备份，存于），東方日報，2009年1月20日
215. ↑  「元朗八鄉雞公嶺一場大火 逾百公頃山林 一晝夜成焦土」，華僑日報第二張第三頁，1980年12月11日
216. ↑  「長命火由下午燒到凌晨 國瑞道紙品廠三級大火 回頭撿拾銀包雜工喪命」，華僑日報第三張第一頁本港新聞，1984年5月9日
217. ↑  「葵涌廠廈長命火 昨日中午被救熄 一人死亡 九人受傷」，大公報第一張第四版，1984年5月10日
218. ↑  「幾十條火龍向四處伸延 青衣島山火猛烈凌晨未熄 一度威脅標準油庫 消防處曾考慮投水彈」，大公報第四版，1981年1月11日
219. ↑  「一日五十多宗 新界山火處處 直昇機曾應召投水彈」，大公報第四版，1981年1月12日
220. ↑  「荃灣棉花貨倉火燒近二十小時」，大公報第二張第五版，1981年12月16日
221. ↑  「荃灣棉花貨倉長命火 焚燒近二十小時 昨日上午撲熄 九名消防員吸入濃烈氣體送院」，華僑日報第七張第二頁，1981年12月16日
222. ↑  「貨倉失火焚燒十多小時 漂染廠長命火 今晨仍未撲滅 偉業街火警棉紗耐燃撲救困難 包括一消防員五男女走火受傷」，華僑日報第一張第一頁本港新聞，1987年6月26日
223. ↑  「棉織品倉三級火 已於昨晨被撲熄 焚燒十九小時 損失百萬元」，大公報第二張第八版，1987年6月27日
224. ↑  「紅光燭天 燃燒半夜 九龍昨空前大火」，大公報第四版，1953年12月26日
225. ↑  「災民登記辦理完竣」，工商日報第五頁，1953年12月31日
226. ↑  「九龍仔大火 約三萬人無家可歸」，大公報第一張第四版，1954年7月23日
227. ↑  「九龍仔木屋區 第三次浩劫」，工商日報第五頁，1954年7月23日
228. ↑  「何文田空前大火 燃燒兩小時毀屋一千六百間 災民萬六千名死傷十餘人」，大公報第一張第四版，1953年1月14日
229. ↑  「燬屋千六間 木屋居民約萬六無家可歸 死一嬰 十四人走火或救火受傷」，華僑日報第二張第一頁港聞一，1953年1月14日
230. ↑  「九龍城空前大火燬屋四千」，華僑日報第二張第一頁，1950年1月12日
231. ↑  「各界救委會調查此龍城災情 被焚災戶二千五家災民萬五」，華僑日報第二張，1950年1月14日
232. ↑  「山谷道無情大火萬餘災民急待救濟」，大公報第一張第四版，1961年1月17日
233. ↑  「紅磡山谷道燬木屋千間 逾萬貧民無家可歸 四人葬身火窟另有十人受傷 火勢最烈時遠望成一片火海 港方亦派滅火車船渡海馳赴災場灌救」，工商日報第五頁，1961年1月17日
234. ↑  「東頭村大火 災區周圍四哩」，大公報第一張，1951年11月22日
235. ↑  「九龍城昨晚大火 焚燒四小時 燬木屋四千」，工商日報第五頁，1951年11月22日
236. ↑  「界限街九龍仔木屋區 今晨大火燬屋千間」，工商日報第五頁，1952年4月30日
237. ↑  「九龍仔大火災民近八千 政府與街坊已展開急賑」，工商日報第五頁，1952年5月1日
238. ↑  「界限街花墟村昨午大火 焚燬木屋四百餘間 四人喪生傷二十餘人 登記災民已六千三百餘 社會居趕正辦善後救濟」，工商日報第五頁，1955年11月2日
239. ↑  「秋風夜掃花墟村 災民冒寒露宿街頭 登記人數昨日增至六千八百餘 災場已封閉昨又檢獲女屍一具」，大公報第四版，1955年11月3日
240. ↑  「深水埗李鄭屋村 昨晚又遭浩劫 大火焚燒近兩小時燬木屋近千」，工商日報第五頁，1954年10月2日
241. ↑  「冒認災民 虛報遺失身份証 被告認罪判簽保」，工商日報第六頁，1954年10月5日
242. ↑  「廢年歲尾 石硤尾村大火 全村木屋三百餘間被焚 有無傷斃人命尚未得悉」，大公報第二張第六版，1940年2月4日
243. ↑  「惠陽商會 急賑石硤尾難民 災民共五千六百零二人 許世英杜月笙昨往視察」，大公報第二張第六版，1940年2月5日
244. ↑  「安樂村火後變廢墟 姬達昨晨視察現場 災民五千五百多名 部份暫棲深水埗營 房署安排災民後日回災場認地」，大公報第一張第四版，1981年8月22日
245. ↑  「安樂村大火災場成焦土 登記災民五千餘人 暫棲深水埗難民營 後日可返災場認地按資格入住安置區」，工商日報第七頁，1981年8月22日
246. ↑  「大埔道村昨又大火 焚燬木屋五百餘家 災民五千死傷數十失蹤者未詳 這是十月份以來的第三次大火」，大公報第一張第四版，1954年11月21日
247. ↑  「大埔道村大火人命損失 統計七屍八命 街坊會定期開會商辦理急賬 今日續辦理登記災民」，工商日報第五頁，1954年11月22日
248. ↑  「福華村慘烈大火 數千人寒夜燬家」，大公報第一張第四版，1963年1月12日
249. ↑  「兩村大火五千災民 極待各界人士救助」，工商日報第五頁，1963年1月13日
250. ↑  「龍翔道馬仔坑四村五級大火 木屋六百三十間遭焚燬 災民達五千二百餘人 九人受傷其中兩男一女要留醫」，大公報第一張第四版，1979年10月7日
251. ↑  「龍翔道上馬仔坑等四村落 木屋區五級大火 災民登記逾五千 一九七六年以來首次五級火警 撲救五小時·焚木屋六百間」，華僑日報第一張第一頁本港新聞，1979年10月7日
252. ↑  「夏鼎基及衛綸書巡視藍田大火災區 昨日登記災民千五百餘戶四千八百多人」，大公報第一張第四版，1981年11月23日
253. ↑  「藍田木屋沖天大火災 港督下令盡早解決五千災民安置問題」，工商日報第八頁，1981年11月23日
254. ↑  「今年首宗四級大火 藍田逾千木屋被焚 昨日登記災民已達三千六百餘人」，工商日報第七頁，1982年1月6日
255. ↑  「藍田木屋區四級大火死亡報告 傷殘兄妹燒成焦炭 登記災民數字已逾三千八百人」，華僑日報第三張第二頁本港新聞，1982年1月7日
256. ↑  「石硤尾焚屋三百 燒兩句鐘千人搶救 傷十五人傳死一人 災民四千餘人待救」，華僑日報第二張第一頁港聞一，1952年11月29日
257. ↑  「石硤尾大火後 近四千人無家可歸 社會局長嘉許義勇消防人員 急賬委會推定人選展開賬務」，華僑日報第二張第二頁港聞二，1952年11月30日
258. ↑  「愛秩序灣逾三千災民 將獲永久安置」，華僑日報第一張第四頁本港新聞，1976年2月3日
259. ↑  「審查災民資格 編配公共屋宇」，華僑日報第二張第一頁，1976年2月4日
260. ↑  「九龍砦城昨晚又發生大火」，工商日報第五頁，1953年2月25日
261. ↑  「東頭村前晚火災 焚屋二百災民三千 昨日開始辦理急賬 起火原因查明火水燈起禍」，工商日報第六頁，1953年2月26日
262. ↑  「大角咀空前大火 工廠七家屋宇百餘被燬 居民三人喪命五人受傷 昨晨四時許起火燒到下午一時許」，大公報第四版，1949年4月7日
263. ↑  「深水埗福全鄉街 昨日大火詳情 六百餘家屋宇蕩然無存 居民三死八傷損失慘重」，工商日報第五頁，1949年4月7日
264. ↑  . 香港01. 2023年3月3日. （原始内容存档于2023年12月5日）.（繁體中文）
265. ↑  「波斯富街發生一宗罕見大火 從閣樓燒上九樓 中間各層卻無恙 受傷男女連消防員共十六人」，工商日報第七頁，1966年4月23日
266. ↑  「救護車失控制迎面直撞雙層巴士 救護車四人成焦炭兩車共二十九人受傷」，大公報第一張第一版，1981年8月24日
267. ↑  「屯門公路四死二十九傷大慘劇 救傷車內五人僅一人逃出餘四人慘死」，華僑日報第二張第一頁本港新聞，1981年8月24日
268. ↑  排檔浩劫 花園街四級火9死34傷 （页面存档备份，存于），東方日報第一版，2011年12月1日
269. ↑  南昌街四級火，亞視新聞及無綫新聞（3分15秒起），1990年12月23日
270. ↑  「歲末年終·烈焰無情·燬屋奪命 四級大火六死50傷 升降台超載突折曲 兩消防員及多名住客墮地受重傷」，華僑日報第一版本港新聞，1990年12月24日
271. ↑  「土瓜灣塑膠廠大火 有人劈門入屋行劫 兩消防員涉嫌被捕 火場一輛車上搜出金飾現款」，工商日報第四頁，1966年2月15日
272. ↑  「乘人之危趁火打劫 兩消防員囚九月 法官指如在高庭可判監十四年 另一消防員被控藏毒押候」，工商日報第五頁，1966年2月16日
273. ↑  消防處服務承諾 （页面存档备份，存于），香港消防處
274. ↑  提升防火水平拖足五年 （页面存档备份，存于），東方日報，2008年8月11日
275. 1 2  私人樓宇消防安全改善建議 （页面存档备份，存于），保安局／民政事務局，1998年6月
276. ↑  「初步調查兩周完成 或委法官全面研訊 港督哀傷形容：可怕慘劇」，香港蘋果日報A3版，1996年11月22日

## 外部連結
- 香港消防處
- 香港舊報紙 （页面存档备份，存于） - 數碼館藏 - 多媒體資訊系統 香港公共圖書館